# Базалт
Базалт је тврда изливна магматска стена, тамносиве и црнкасте боје. Обично је ситнозрнаст због дугог времена хлађења лаве на површини земље. Може бити порфирне структуре, тј. да садржи веће кристале у матричном облику. Може имати везикуларну или флуидалну текстуру. Базалт је обично црн или сив. Базалтне магме настају декомпресионим топљењем земљиног омотача (мантла). Изворне стене за делимично топљење садрже перидотит и пироксенит. Кристални делови океанских плоча састоје се углавном од базалта, који је настао из мантла испод океанских гребена. Више од 90% свих вулканских стена на Земљи су базалт.
Плиније је користио реч базалт. Понекад се реч базалт користи и за дубинске магматске стене што није исправно, a чији је састав сличан базалту, али стене таквога састава називају се долерит или габро.

## Дефиниција и карактеристике
Геолози класификују магматску стену према њеном минералном садржају кад год је то могуће, при чему су релативни запремински проценти кварца, алкалног фелдспата, плагиокласа и фелдспатоида (QAPF) посебно важни. Афанитска (фино зрнаста) магматска стена се класификује као базалт када је њена фракција QAPF састављена од мање од 10% фелдспатоида и мање од 20% кварца, при чему плагиоклас чини најмање 65% његовог садржаја фелдспата. Ово поставља базалт у базалт/андезитско поље на QAPF дијаграму. Базалт се даље разликује од андезита по садржају силицијум диоксида од испод 52%.
Често није практично одредити минерални састав вулканских стена, због њихове веома фине величине зрна, и геолози затим класификују стене хемијски, при чему је укупан садржај оксида алкалних метала и силицијум диоксида (TAS) посебно важан. Базалт се тада дефинише као вулканска стена са садржајем од 45% до 52% силицијум диоксида и не више од 5% оксида алкалних метала. Ово поставља базалт у Б поље TAS дијаграма. Такав састав је описан као мафички.
Базалт је обично тамно сиве до црне боје, због високог садржаја аугита или других тамно обојених пироксенских минерала, али може показати широк спектар сенки. Неки базалти су прилично светли због високог садржаја плагиокласа, а они се понекад описују као леукобазалти. Лакши базалт може бити тешак за разликовање од андезита, али уобичајено правило које се користи у теренским истраживањима је да базалт има индекс боје 35 или већи.
Физичка својства базалта одражавају његов релативно низак садржај силицијум диоксида и типично висок садржај гвожђа и магнезијума. Просечна густина базалта је 2,9 g/cm3, у поређењу са типичном густином гранита од 2,7 g/cm3. Вискозитет базалтне магме је релативно низак, око 104 до 105 cP, иако је то још много редова величине више од воде (која има вискозитет од око 1 cP). Вискозитет базалтне магме је сличан оном кечапа.
Базалт је често порфиритан, садржи веће кристале (фенокристе) формиране пре екструзије која је магму изнела на површину, уграђену у матрицу ситнијег зрна. Ови фенокристи су обично од аугита, оливина или плагиоклаза богатог калцијумом, који имају највишу температуру топљења типичних минерала који могу да кристалишу из растопа и стога су први који формирају чврсте кристале.

## Типови базалта
- толеитски базалт има релативно мало силиције и сиромашан је са натријумом. Већина базалта океанског дна је тога типа, као и већина океанских острва.
- јако алуминијски базалт има више од 17% (Al2O3)
- алкални базалт има релативно мало силиције, а богат је натријумом. Може садржавати алкални фелдспат и флогопит.
- бонинит је андезит богат магнезијумом.

## Петролошке карактеристике
Базалт је карактеристичан по калцитном плагиокласном фелдспату и пироксену. Оливин се такође може наћи у значајној мери. У базалту се могу наћи и оксиди гвожђа или оксиди гвожђа и титанијума, као што су магнетит, улвоспинел и илменит. Због присуства тих материјала базалт има јака магнетна својства током хлађења. Такав базалт омогућава проучавање палеомагнетизма Земље.
У теолеитичком базалту чести су пироксени и калцијумом богат плагиоклас. Матрице стене често садрже кварц, тридимит или кристобалит.
У високоалуминијском базалту присутни су фенокристали фелдспата. Алкални базалт је без ортопироксена, али са оливином.
Базалт има високотемпаратурну течну и чврсту фазу. Близу земљине површине има 1200 °C, што је више од осталих магматских стена.
Већина телеолита ствара се на око 50-100 километара испод површине, а алкални базалт настаје вероватно на 150-200 километара испод површине.

## Геохемија
Базалт је богат у MgO и CaO, а сиромашан у SiO2 и Na2O. Базалт има уобичајено следећи састав:
45-55% SiO2, 2-6% алкала, 0,5-2,0% TiO2, 5-14% FeO и 14% или више Al2O3. Састав од CaO је уобичајено око 10%, а од MgO у распону од 5 до 12%.
Високо алуминијски базалт има 17-19% Al2O3. Бонинити су вулканске стене андезитског састава богате магнезијумом.

## Морфологија и текстура
Облик, структура и текстура базалта показује на који је начин изашао на површину, да ли је то у мору, експлозивном ерупцијом или током ерупције лаве.

### Ерупције на ваздуху
Базалт, који настаје на отвореном ваздуху ствара три типа вулканских депозита.

### Базалт у стубовима
Када се хлади танки ток лаве стварају се значајне контракционе силе. Поготово се то дешава у случају брзог хлађења. У вертикалном смеру ток лаве може да падне надоле, а да се не настане фрактура. У хоризонталном смеру лава се не може акомодирати, па се стварају пукотине, а мрежа пукотина ствара формацију стубова. Често се те структуре погрешно описују као хексагоналне. У стварности просечни број страна је шест, али јављају се и полигони од три до дванаест страна. Врло брзо хлађење може да доведе до стварања веома малих стубића дијаметра мањег од 1 центиметра. Уобичајено су много већи.
Вероватно најпознатији базалтни ток на свету је Џајантс Козвеј (дивовски ток) на северној обали Ирске са хексагоналним структурама.
На пацифичком острву Понпеи изграђен је у 13. веку верски комплекс помоћу стубастог базалта.

### Подводни јастучасти базалт
Кад базалт еруптира под водом она га хлади и стварају се стене облика јастука (јастучасте), кроз које се пробија лава и ствара нови јастук. Текстура јастука је уобичајена на морском дну.